# IHI海洋聯合

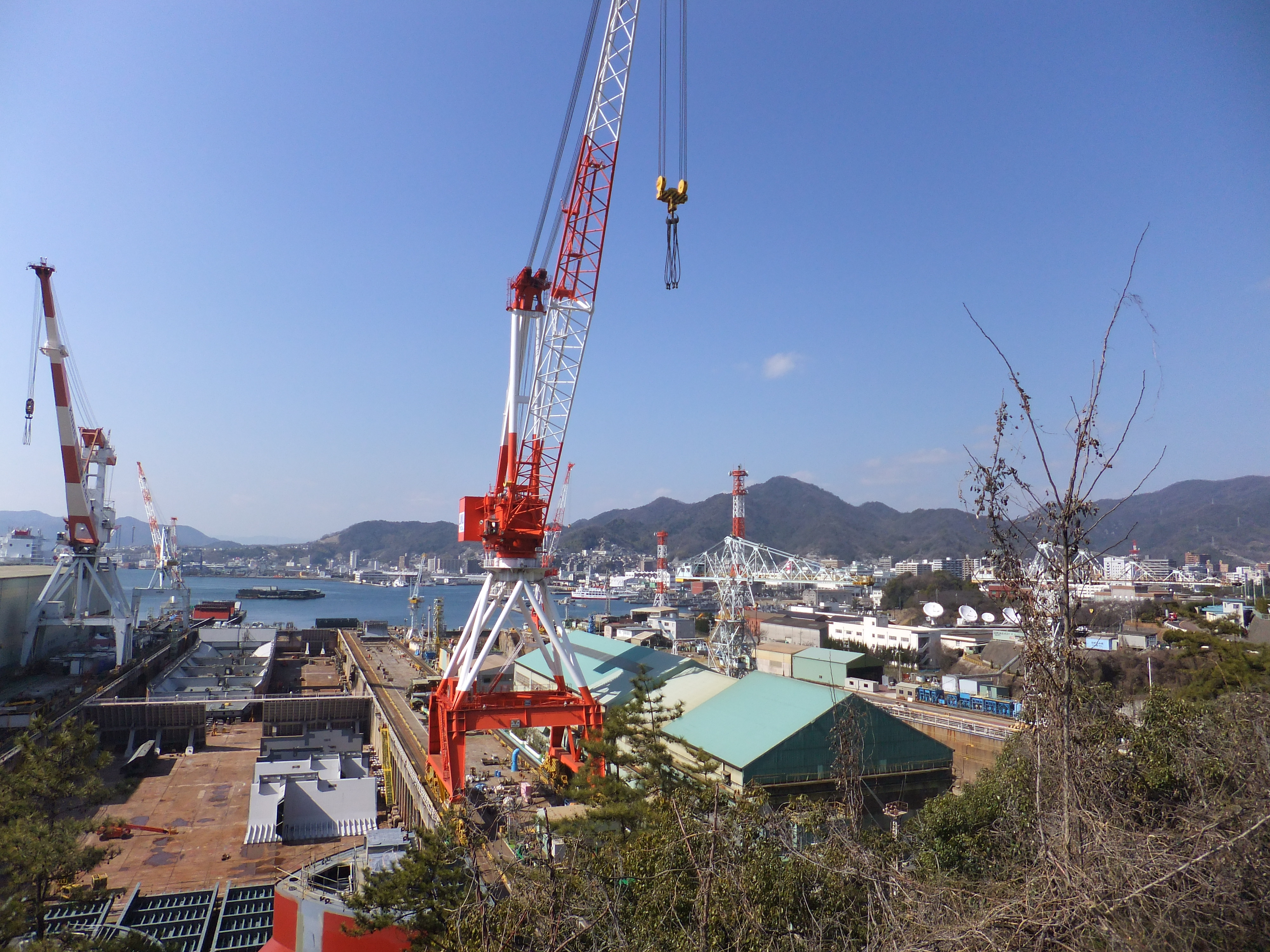
曾是日本帝國海軍吳海軍工廠的吳工廠，是IHI海洋聯合旗下主要的造船廠之一。

IHI海洋聯合股份公司（日語：株式会社アイ・エイチ・アイ マリンユナイテッド）是一家曾存在於1995至2013年之間的日本造船公司，總部設在東京都港區，是舊稱「石川島播磨重工業」的IHI旗下之艦艇事業部門。IHI海洋聯合主要的業務為商船與軍用船艦的建造，並曾經承造過高波級、白根級與日向級等日本海上自衛隊所操作的大型艦艇。

## 歷史
IHI海洋聯合最早的淵源可以回溯到水戶藩主德川齊昭在1853年（嘉永6年）時所創建的石川島造船所，與在幕末政治家榎本武揚的奔走下於1897年時所創建的浦賀船渠（住友重機械工業的前身之一）。
1995年10月，IHI與住友重機械工業將旗下的艦艇事業部門合併，成立合資企業海洋聯合股份公司（株式会社マリンユナイテッド，常縮寫為MU）。2002年10月1日，IHI進一步將旗下整個海洋船舶事業部門進行分割之後與MU統整，並將公司名稱改為IHI海洋聯合（IHIMU）。2006年8月，伴隨住友重工的造船事業陸續裁撤，IHIMU成為IHI的全資子公司。
2013年1月1日，IHIMU與另一家日本大型造船公司環球造船合併，成為日本海洋聯合（ジャパン マリンユナイテッド，Japan Marine United），主要股東包含了IHI、JFE控股與日立造船等日本企業。

## 主要生產廠
- 橫濱工廠
- 吳工廠（原帝國海軍吳海軍工廠）
- 相生生產部

## 外部連結
- IHI海洋聯合官方首頁
- 日本海洋聯合官方首頁（页面存档备份，存于）（日語）（英文）